# Vlag van Mauritius

Vlag van Mauritius (ratio 2:3)

De vlag van Mauritius bestaat uit vier gelijke horizontale banen in de kleuren rood, blauw, geel en groen. Rood staat voor het bloed dat in de onafhankelijkheidsstrijd is vergoten, hoewel er nooit sprake was van een strijd. Blauw symboliseert de Indische Oceaan, die de eilandstaat omringt. Geel staat voor het 'licht van de onafhankelijkheid, dat over Mauritius schijnt'. Groen vertegenwoordigt de natuurlijke rijkdommen van het land.
De vlag werd op 12 maart 1968 ingevoerd, bij de onafhankelijkheid van Mauritius.

## Overige vlaggen van Mauritius

Handelsvlag
Dienstvlag
Oorlogsvlag ter zee

## Historische vlaggen van voor 1968 (onder Brits bestuur)
Voor de onafhankelijkheid voerde Mauritius tussen 1903 en 1968 de volgende vlaggen:

Vlag van Brits-Mauritius (1869-1906)
Vlag van Brits-Mauritius (1906-1923)
Vlag van Brits-Mauritius (1923-1968)